# Dubiepeira amacayacu
Dubiepeira amacayacu är en spindelart som beskrevs av Levi 1991. Dubiepeira amacayacu ingår i släktet Dubiepeira och familjen hjulspindlar. Inga underarter finns listade i Catalogue of Life.